# Рада Туреччини з науково-технічних досліджень
Рада з науково-технічних досліджень Туреччини (тур. Türkiye Bilimsel ve Teknolojik Araştırma Kurumu, TÜBITAK) — турецька організація, відповідальна за проведення науково-дослідних і дослідно-конструкторських робіт національного рівня. Штабквартира TÜBITAK знаходиться в Анкарі. Рада працює у тісній взаємодії з найбільшими університетами і науково-дослідними центрами Туреччини.

## Заснування ради
1960 року президент Туреччини Джемаль Гюрсель скликав наукову раду для потреб Міністерства оборони (одночасно з іншою науковою юридичною радою, яка допомогла скласти нову конституцію Турецької республіки), пізніше президент на її основі постановив заснувати Раду з науково-технічних досліджень, що займатиметься ширшим колом завдань і матиме обов'язок давати консультації уряду при складанні планів і проведенні політики.
Потім, 24 липня 1963 року пройшов білль «278», у якому відповідно до п'ятирічного плану розвитку країни засновувалася Рада і встановлювалися її обов'язки. Безпосередньо установою Ради займався призначений президентом Гюрселем турецький вчений Джахіт Арф разом з групою інших вчених, включаючи професора Ердала Іньоню. 26 грудня 1963 року Джахіт Арф став першою головою Ради.

## Проекти ради
Одним із масштабних проектів ради є «Генеральний план розвитку інформаційної інфраструктури Туреччини».